# Orizabus teamscaraborum
Orizabus teamscaraborum är en skalbaggsart som beskrevs av Brett C.Ratcliffe och Ronald D. Cave 2006. Orizabus teamscaraborum ingår i släktet Orizabus och familjen Dynastidae. Inga underarter finns listade i Catalogue of Life.